# (12234) Shkuratov
(12234) Shkuratov (1986 RP2) – planetoida z pasa głównego asteroid okrążająca Słońce w ciągu 4,18 lat w średniej odległości 2,59 j.a. Odkryta 6 września 1986 roku.